# Rhyl
Rhyl (wal. Y Rhyl) – miasto w północnej Walii, w hrabstwie Denbighshire, położone nad Zatoką Liverpoolską (Morze Irlandzkie), u ujścia rzeki Clwyd. Ważny ośrodek turystyczny. W 2011 roku liczyło 25 149 mieszkańców.
Pobliskie miejscowości: Prestatyn na wschodzie, Rhuddian na południu, Kinmel Bay i Abergele na zachodzie.